# Patrick Roberts
Patrick John Joseph Roberts (Kingston upon Thames, Inglaterra, 5 de febrero de 1997) es un futbolista británico. Juega de centrocampista en el Sunderland A. F. C. de la Premier League.

## Trayectoria
En 2010 llegó al Fulham procedente del AFC Wimbledon. En febrero de 2014 firmó su primer contrato profesional. El 22 de marzo de 2014 debutó con el equipo londinense en Premier League en una derrota por 5 a 0 ante el Manchester City. En julio de 2015 se produjo su incorporación al Manchester City a cambio de doce millones de libras. El 26 de septiembre debutó en Premier League con el equipo de Manuel Pellegrini en una derrota por 4 a 1 ante el Tottenham.
A finales de enero de 2016 fue cedido al Celtic de Glasgow durante 18 meses. El 6 de diciembre de 2016 fue nombrado como mejor jugador jugador del partido en el partido de Liga de Campeones que acabó empate a uno ante el Manchester City. La cesión fue ampliada una temporada más, pero el jugador permaneció lesionado desde el mes de noviembre hasta finales del mes de marzo.
El 16 de agosto de 2018 fue cedido por una temporada al Girona F. C.

## Selección nacional
Ha sido internacional con la selección de Inglaterra en las categorías sub-16, sub-17, sub-18, sub-19 y sub-20.
Fue parte de la plantilla que logró el Campeonato Europeo Sub-17 en 2014, además fue incluido en el equipo ideal del torneo.

### Participaciones en torneos
En cursiva las competiciones no oficiales.
| Competición                               | Sede          | Resultado   | Partidos | Goles |
| ----------------------------------------- | ------------- | ----------- | -------- | ----- |
| Campeonato Europeo Sub-17 de la UEFA 2014 | Malta         | Campeón     | 8        | 6     |
| Campeonato Europeo de la UEFA Sub-19 2015 | Grecia        | Ronda Élite | 6        | 5     |
| Campeonato Europeo de la UEFA Sub-19 2016 | Alemania      | Semifinales | 4        | 0     |
| Torneo Cuatro Naciones Sub-20 de 2016     | Inglaterra    | Campeón     | 3        | 1     |
| Continental Cup Sub-19 de 2016            | Corea del Sur | Subcampeón  | 2        | 2     |

## Estadísticas

### Clubes
Actualizado al 24 de mayo de 2025.
| Club                             | Div.          | Temporada     | Liga  | Liga  | Copas nacionales | Copas nacionales | Torneos internacionales | Torneos internacionales | Total | Total |
| Club                             | Div.          | Temporada     | Part. | Goles | Part.            | Goles            | Part.                   | Goles                   | Part. | Goles |
| -------------------------------- | ------------- | ------------- | ----- | ----- | ---------------- | ---------------- | ----------------------- | ----------------------- | ----- | ----- |
| Fulham F. C. Inglaterra          | 1.ª           | 2013-14       | 2     | 0     | 0                | 0                | —                       | —                       | 2     | 0     |
| Fulham F. C. Inglaterra          | 2.ª           | 2014-15       | 17    | 0     | 3                | 0                | —                       | —                       | 20    | 0     |
| Fulham F. C. Inglaterra          | Total club    | Total club    | 19    | 0     | 3                | 0                | 0                       | 0                       | 22    | 0     |
| Manchester City F. C. Inglaterra | 1.ª           | 2015-16       | 1     | 0     | 2                | 0                | 0                       | 0                       | 3     | 0     |
| Manchester City F. C. Inglaterra | Total club    | Total club    | 1     | 0     | 2                | 0                | 0                       | 0                       | 3     | 0     |
| Celtic F. C. Escocia             | 1.ª           | 2015-16       | 11    | 6     | 2                | 0                | —                       | —                       | 13    | 6     |
| Celtic F. C. Escocia             | 1.ª           | 2016-17       | 32    | 9     | 6                | 0                | 9                       | 2                       | 47    | 11    |
| Celtic F. C. Escocia             | 1.ª           | 2017-18       | 12    | 0     | 4                | 0                | 3                       | 1                       | 19    | 1     |
| Celtic F. C. Escocia             | Total club    | Total club    | 55    | 15    | 12               | 0                | 12                      | 3                       | 79    | 18    |
| Girona F. C. · España            | 1.ª           | 2018-19       | 19    | 0     | 2                | 0                | —                       | —                       | 21    | 0     |
| Girona F. C. · España            | Total club    | Total club    | 19    | 0     | 2                | 0                | 0                       | 0                       | 21    | 0     |
| Norwich City F. C. Inglaterra    | 1.ª           | 2019-20       | 3     | 0     | 1                | 0                | —                       | —                       | 4     | 0     |
| Norwich City F. C. Inglaterra    | Total club    | Total club    | 3     | 0     | 1                | 0                | 0                       | 0                       | 4     | 0     |
| Middlesbrough F. C. Inglaterra   | 2.ª           | 2019-20       | 10    | 1     | 1                | 0                | —                       | —                       | 11    | 1     |
| Middlesbrough F. C. Inglaterra   | 2.ª           | 2020-21       | 9     | 0     | 1                | 0                | —                       | —                       | 10    | 0     |
| Middlesbrough F. C. Inglaterra   | Total club    | Total club    | 19    | 1     | 2                | 0                | 0                       | 0                       | 21    | 1     |
| Derby County F. C. Inglaterra    | 2.ª           | 2020-21       | 15    | 1     | —                | —                | —                       | —                       | 15    | 1     |
| Derby County F. C. Inglaterra    | Total club    | Total club    | 15    | 1     | 0                | 0                | 0                       | 0                       | 15    | 1     |
| E. S. Troyes A. C. Francia       | 1.ª           | 2021-22       | 1     | 0     | 1                | 0                | —                       | —                       | 2     | 0     |
| E. S. Troyes A. C. Francia       | Total club    | Total club    | 1     | 0     | 1                | 0                | 0                       | 0                       | 2     | 0     |
| Sunderland A. F. C. Inglaterra   | 3.ª           | 2021-22       | 17    | 2     | —                | —                | —                       | —                       | 17    | 2     |
| Sunderland A. F. C. Inglaterra   | 2.ª           | 2022-23       | 44    | 5     | 4                | 0                | —                       | —                       | 48    | 5     |
| Sunderland A. F. C. Inglaterra   | 2.ª           | 2023-24       | 32    | 0     | 0                | 0                | —                       | —                       | 32    | 0     |
| Sunderland A. F. C. Inglaterra   | 2.ª           | 2024-25       | 48    | 2     | 0                | 0                | —                       | —                       | 48    | 2     |
| Sunderland A. F. C. Inglaterra   | Total club    | Total club    | 141   | 9     | 4                | 0                | 0                       | 0                       | 145   | 9     |
| Total carrera                    | Total carrera | Total carrera | 273   | 26    | 27               | 0                | 12                      | 3                       | 312   | 29    |

## Palmarés

### Títulos nacionales
| Título                        | Club                  | País       | Año     |
| ----------------------------- | --------------------- | ---------- | ------- |
| Copa de la Liga de Inglaterra | Manchester City F. C. | Inglaterra | 2015-16 |
| Scottish Premiership          | Celtic F. C.          | Escocia    | 2015-16 |
| Copa de la Liga de Escocia    | Celtic F. C.          | Escocia    | 2016-17 |
| Scottish Premiership          | Celtic F. C.          | Escocia    | 2016-17 |
| Copa de Escocia               | Celtic F. C.          | Escocia    | 2016-17 |
| Copa de la Liga de Escocia    | Celtic F. C.          | Escocia    | 2017-18 |
| Scottish Premiership          | Celtic F. C.          | Escocia    | 2017-18 |
| Copa de Escocia               | Celtic F. C.          | Escocia    | 2017-18 |

### Títulos internacionales
| Título                                 | Club (*)          | País  | Año  |
| -------------------------------------- | ----------------- | ----- | ---- |
| Campeonato de Europa Sub-17 de la UEFA | Inglaterra sub-17 | Malta | 2014 |

(*) Incluyendo la selección.

### Distinciones individuales
| Distinción                                                                | Año  |
| ------------------------------------------------------------------------- | ---- |
| Equipo ideal del Campeonato de Europa Sub-17 de la UEFA                   | 2014 |
| Parte de los 50 mejores futbolistas sub-18 del mundo según medio Goal.com | 2014 |
| Parte de los 50 mejores futbolistas sub-18 del mundo según medio Goal.com | 2016 |